# Château de Montigny
Ne doit pas être confondu avec Château de Montigny-le-Gannelon.
Le château de Montigny est un château situé à Perreux, en France.

## Localisation
Le château est situé dans le département français de l'Yonne, sur la commune de Perreux.

## Historique
L'édifice est inscrit au titre des monuments historiques en 1997.